# For We Are Many
A For We Are Many az All That Remains ötödik albuma, mely 2010. október 12-én jelent meg, és a Killswitch Engage gitárosa, Adam Dutkiewicz volt a producer, aki a This Darkened Heartnek, és a The Fall of Idealsnak is a producere volt. Az ő hatására több lett a melódia a dalokban.

## Háttér
A For We Are Many az első olyan All That Remains album, amin ugyanaz a felállás, mint az előző albumon. A felvételek Massachusettsben történtek, ahonnan a zenekar is származik. 2010. augusztus 18-án az album címadó dalát nyilvánosságra hozta a zenekar, és le lehetett tölteni a weboldalukról. Szeptember 2-án pedig megjelent az első kislemez, a "Hold On", a zenekar YouTube csatornáján, és a klip október 6-án követte. 2011. április 1-jén a "The Last Time"-hoz is klip jelent meg.

## Fogadtatás
29 000 darabot adtak el belőle az első héten, így a 10. helyen debütált a Billboard 200-on, és a 7. helyen a Canadian Album Charton.
Az AllMusic 3/5-re értékelte a lemezt és azt mondta, hogy: "olyan érzés, mintha visszadobtak volna a New Wave Of British Heavy Metal korába." Azt is mondta, hogy: "nagyszerű mixe a keménységnek és a harmóniáknak."

A TheNetReview.net ezt írja: 
"A vokál és a gitárok pont úgy vannak beállítva, ahogy kellenek, hogy hol Labonte-ra, hol Herbertre, hol Martinra figyeljünk, ami a szituációtól függ, miközben a dob és a basszus jó, ahol szükség van rá, hogy ezzel ők is dicsérjék a gitárosok és Phil Labonte nagyszerű éneki teljesítményét."

## Számlista
1. Now Let Them Tremble... 1:23
2. For We Are Many 2:59
3. he Last Time 3:58
4. Some of the People, All of the Time 3:22
5. Won't Go Quietly 4:00
6. Aggressive Opposition 3:45
7. From the Outside 3:34
8. Dead Wrong 3:07
9. Faithless 3:34
10. Hold On 2:57
11. Keepers of Fellow Man 3:10
12. The Waiting One 4:48

Teljes hossz 40:43

## Közreműködők
All That Remains
- Philip Labonte – ének
- Mike Martin – gitár
- Oli Herbert – gitár
- Jeanne Sagan – basszusgitár
- Jason Costa – dob, ütősök

Producer
- Adam Dutkiewicz